# Kathedraal Onze-Lieve-Vrouw van Genade
De Kathedraal Onze-Lieve-Vrouw van Genade (Cathédrale Notre-Dame-de-Grâce) is een classicistische kathedraal in het Noord-Franse Cambrai (Kamerijk).

## Geschiedenis
De Kathedraal Onze-Lieve-Vrouw van Genade werd gebouwd als abdijkerk. De benedictijnenabdij van het Heilig Graf ontstond in de 11e eeuw. De oorspronkelijke abdijkerk werd een aantal keren verbouwd, tot eind 17e eeuw een volledige nieuwbouw werd opgetrokken.
De Franse Revolutie betekende in 1791 het einde van de abdij. In 1792 werd de klokkentoren afgebroken. De kerk kon gered worden.
Louis Belmas, aartsbisschop van Kamerijk, kon in 1804 zijn aartsbisdom overbrengen naar de oude abdijgebouwen. De kerk kreeg hierdoor het statuut van kathedraal. Intussen werd een nieuwe klokkentoren gebouwd, maar deze brandde af in 1859. De huidige klokkentoren dateert van 1876 en werd gebouwd in een stijl die een mengvorm is van neoromaanse architectuur en neogotiek.
In 1896 verhief paus Leo XIII de kathedraal tot basiliek.
In 1906 werd de kathedraal beschermd als monument historique.

## Interieur
De kathedraal bezit een aantal belangrijke bezienswaardigheden:
- het grafmonument van aartsbisschop François Fénelon
- de 14e-eeuwse icoon van Onze-Lieve-Vrouw van Genade